# Пил (пролив)
Пил (англ. Peel Sound) — пролив, отделяющий Остров Принца Уэльского от острова Сомерсет в Канадском Арктическом архипелаге.

## География
Пролив Пил расположен на севере Канады. Берега пролива полностью находятся на территории Нунавута. Пролив Пил соединяет пролив Барроу, расположенный на севере с проливами Белло и Франклин на юге. Ширина пролива в центральной части около 23 км. Пролив Пил является частью одного из маршрутов прохождения по Северо-Западному морскому пути из Атлантического в Тихий океан через проливы Ланкастер, Барроу, Пил, Франклин, залив Ларсен, пролив Виктория, залив Куин-Мод, пролив Дис, залив Коронейшен, пролив Долфин-энд-Юнион, залив Амундсена.
Средняя часть пролива свободна от островов, у побережья расположены острова Лок, Вивиан, Прескотт, Пандора, Отрик, Гибсон
Покрыт льдом большую часть года, в основном это однолетние льды, но тяжёлые арктические льды иногда заносятся из пролива Барроу, существенное таяние льда начинается лишь в начале августа и продолжается до начала сентября, пролив снова начинает замерзать с середины сентября.